# USS Savo Island (CVE-78)
Авіаносець «Саво Айленд» (англ. USS Savo Island (CVE-78)) - ескортний авіаносець США часів Другої світової війни, типу «Касабланка».

## Історія створення
Авіаносець «Саво Айленд» був закладений 27 вересня 1943 року на верфі Kaiser Shipyards у Ванкувері під ім'ям «Kaita Вау», але 6 листопада 1943 року перейменований на «Саво Айленд», на честь бою біля острова Саво 8-9 серпня 1942 року. Спущений на воду 22 грудня 1943 року, вступив у стрій 3 лютого 1944 року.

## Історія служби
Після вступу в стрій авіаносець брав участь в десантних операціях на Західні Каролінські острови (вересень 1944 року),
у битві в затоці Лейте, в десантах на о. Лейте (жовтень-грудень 1944 року), в затоці Лінгаєн (о. Лусон, січень 1945 року).
5 січня 1945 року авіаносець був легко пошкоджений близьким вибухом камікадзе.
Далі авіаносець брав участь в десантній операції на Окінаву (квітень-червень 1945 року), діяв у Східнокитайському морі (липень-серпень 1945 року).
За час війни літаки з «Саво Айленда» збили 62 японські літаки.
Після закінчення бойових дій корабель перевозив американських солдатів та моряків на батьківщину (операція «Magic Carpet»).
12 грудня 1946 року авіаносець «Саво Айленд» був виведений в резерв. 
12 червня 1955 року він був перекласифікований в ескортний вертольотоносець CVHE-78. 7 травня 1959 року корабель був перекласифікований в допоміжний авіатранспорт AKV-28.
1 вересня 1959 року «Саво Айленд» був виключений зі списків флоту і наступного року зданий на злам.

## В популярній культурі
У 1953 році, під час Корейської війни, коли авіаносець «Саво Айленд» насправді перебував на консервації, він був зображений як діючий корабель в романі Джеймса Елберта Міченера (англ. James Albert Michener) «Мости в Токо-Рі» (англ. The Bridges at Toko-Ri). У 1954 році студією Paramount Pictures був знятий однойменний фільм. Роль «Саво Айленда» зіграв авіаносець «Оріскані».